# فرانک اوبامبو
فرانک اوبامبو (انگلیسی: Franck Obambou؛ زادهٔ ۲۴ ژوئن ۱۹۹۵) بازیکن فوتبال است.
وی همچنین در تیم ملی فوتبال گابن بازی کرده‌است.